# Jüdischer Friedhof (Büren)

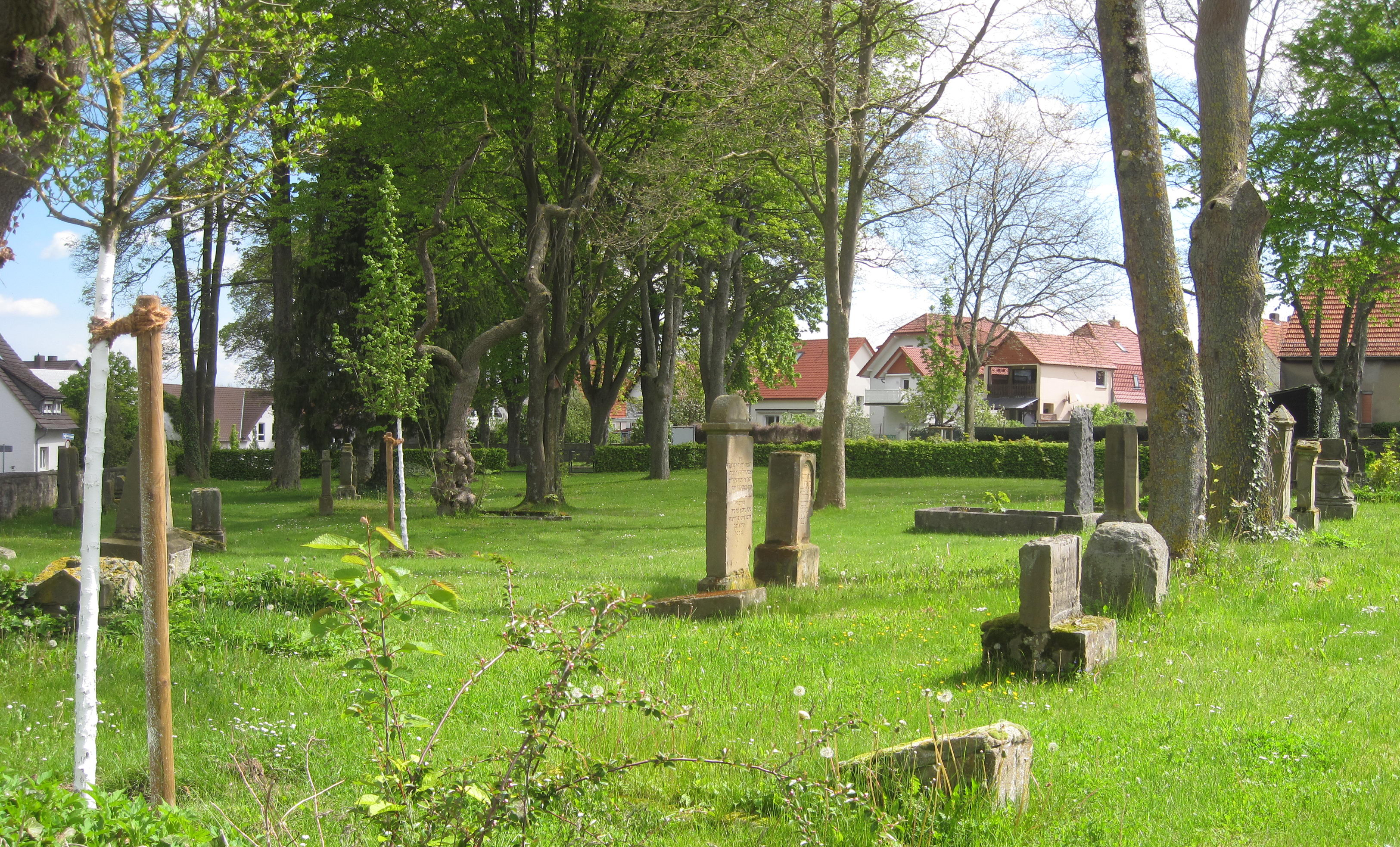
Jüdischer Friedhof Büren

Der Jüdische Friedhof Büren ist ein Begräbnisplatz der Juden in der ostwestfälischen Stadt Büren im Kreis Paderborn in Nordrhein-Westfalen. Er ist heute noch 1494 Quadratmeter groß und steht seit 1987 unter Denkmalschutz.
Der jüdische Friedhof liegt außerhalb der mittelalterlichen Stadt an der Siddinghäuser Straße zwischen Katharinen- und Sebastianstraße. Er wurde vermutlich seit Mitte des 16. Jahrhunderts bis 1940 belegt. Der letzte Grabstein wurde für den 1934 gestorbenen Siegfried Klestadt gesetzt.
Der Friedhof ging 1851 in das Eigentum der jüdischen Gemeinde über und wurde 1906, 1920, 1934 und 1938 geschändet. Nach dem Verkauf des Grundstücks an die Stadt Büren 1938 wurden auf dem Areal Behelfsheime errichtet, für deren Unterbau zahlreiche Grabsteine (Mazewot) verwendet wurden. Die Baracken wurden erst Ende der 1960er Jahre entfernt. Die Wiederherstellung des Friedhofs erfolgte wenig sachgerecht. Einige Grabsteine wurden falsch zusammengesetzt und es ist nicht sicher, ob alle Stelen am ursprünglichen Ort stehen. Auf dem Friedhof sind noch ca. 70 Grabsteine  vorhanden. 